# PAPOP
Le PAPOP (PolyArme POlyProjectiles) était un projet développé par l'armée française dans le cadre du projet FELIN. Il est décrit comme une polyarme-polyprojectile, c’est-à-dire un fusil d'assaut auquel est adjoint un lance-grenades et un système de visée. Le PAPOP présente une configuration bullpup avec les chargeurs du fusil et du lance-grenades placés derrière la poignée.
Le projet visait notamment à proposer au fantassin dès les années 2010 une « polyarme polyprojectiles » individuelle qui puisse augmenter la possibilité de mise hors de combat d’un ennemi dans toutes les conditions d’un affrontement et sur toutes cibles, masquées ou non, jusqu’à 600 mètres environ.

## Historique

### PAPOP (phase 1)

PAPOP 1

Un premier prototype a été proposé avec 3 grenades dans un habillage interne tubulaire. Le prototype a été jugé trop lourd (8 kg) et encombrant pour être acceptable au combat, ce qui conduit à la conception d'un second prototype.

### PAPOP (phase 2)
Le deuxième prototype vise à corriger les problèmes du premier modèle, le poids est réduit à 6 kg et l'ensemble est plus compact. Un accent particulier a été mis sur la praticité dans le contexte de la guerre urbaine.
Le PAPOP -2 dispose de 25 cartouches de 5,56 mm et seulement deux grenades, mais une configuration de peloton permet d'emporter cinq grenades, au détriment du poids qui s'élève alors à 10 kg. L'État Français prévoyait d'armer l'armée française de PAPOP d'ici 2010. Ce projet est depuis abandonné à la suite de l'apparition du nouveau FA-MAS dans le cadre du programme FELIN.

## Présentation de l'arme PAPOP 2

1 : Canon de fusil d’assaut (5.56 mm)
2 : Lance-grenades
3 : Écran orientable
4 : Caméra
5 : Visée laser et télémètre
6 : Batterie et ordinateur
7 : Sélecteur d'armes

Le concept retenu consiste en un bitube superposé épaulable divisé en trois sous-systèmes majeurs :
- les lanceurs de projectiles cinétiques et explosifs,
- les munitions,
- la conduite de tir.

L’arme serait équipée d’un système électrique complet pour le tir et l’alimentation des moyens électroniques.

## Fusil d'assaut
Le fusil d'assaut intégré au PAPOP tire des munitions sous-calibrées incluses dans un sabot détachable au calibre de 5,56 mm OTAN. Ce projectile spécifique quitte le canon à une vitesse comprise entre 1 500 et 1 800 m/s soit un gain de 50 à 80 % par rapport à la munition conventionnelle.

## Lance-grenades
Le lance-grenades d'un calibre de 30 ou 35 mm permettra un tir semi-automatique. Le détonateur des grenades sera programmable, permettant ainsi de les faire exploser au-dessus du couvert de troupes adverses (détonateur fusant) ou plus conventionnellement lors de l'impact (percutant). Le projectile explosif de 200 grammes se déclenche sur trajectoire ou à l’impact et émettant des gerbes latérales et frontales.

## Équipements
L'arme bénéficie en outre d'un système de visée très moderne doté d'une lunette, d'un système de vision nocturne, d'un télémètre et d'un ordinateur de tir qui permettront une grande précision et un usage efficace de la programmation de la fusée-retard de grenade. Le système de projection sur la visière du casque permet au tireur de visualiser le point d'impact directement. Ce dispositif déjà à l'essai sur le Famas FELIN permet notamment une visée déportée permettant de tirer précisément tout en restant à couvert.
Le PAPOP est équivalent au XM29 OICW américain (programme Objective Individual Combat Weapon) dont il se distingue par ses munitions de fusil à très haute vélocité et par son lance-grenades d'un calibre plus important. Les informations sur ce projet sont particulièrement rares. Le projet américain a été suspendu  dans les années 2000 en raison de l'insuffisance de la miniaturisation et de la difficulté à assurer la fiabilité du matériel dans les conditions de combat. Dans une moindre mesure le FN F2000 belge explore le même concept. Le fusil d'assaut sud-coréen XK11 est un exemple réussi (production en 2009, introduction dans l'armée sud-coréenne en 2010) de développement de ce type d'arme, mais son coût unitaire est évalué à 14 000 $.

### Systèmes électroniques
Une caméra est installée dans le nez de l'arme, sous le canon du fusil. Les batteries et l'ordinateur de bord sont situés dans la crosse. Un écran LCD rotatif sur le dessus de l'arme affiche des informations, permettant de viser le PAPOP depuis une position à couvert ou autour des coins.
Le système de ciblage comprend la vision nocturne, un télémètre laser, une identification ami ou ennemi (IFF), et un ordinateur de ciblage qui programme également les grenades avant leur lancement.
Le concept FÉLIN nécessite que les données de l'arme puissent être partagées avec les autres composants électroniques du soldat et transmises à travers le champ de bataille aux postes de commandement ou centres d'information. Le PAPOP est donc un composant d'un système intégré plus vaste, utilisable pour la reconnaissance ou la désignation de cibles.

## Caractéristiques
- Longueur : 83 cm
- Poids chargé : 7 kg environ
- Capacité : 40 coups (fusil), nombre de grenades à déterminer
- Encombrement : 30 × 83 × 12 cm
- Tirs envisageables de munitions anti-véhicules et antipersonnel.
- Coût unitaire : 3 000 €

Un sélecteur de tir permettait notamment de choisir le type de munitions et le type de fonctionnement du PAPOP (Manuel ou automatique).
Ce projet a été abandonné en raison du coût, du prix et de l'encombrement trop important de l'arme. L'Armée française décidant de garder le FA-MAS mais en ajoutant la lunette de type FELIN.